# Thesaurus
Een thesaurus is een naslagwerk met de exacte woorden voor een voorwerp (een bepaalde vakterm) of een woord met de gewenste connotatie (uit stijloverwegingen).
In de moderne tijd is het een ontsluitingsmiddel waarbij unieke concepten door hiërarchische, equivalente en associatieve relaties verbonden worden, een semantisch netwerk voor het toegankelijk maken en koppelen van (collectie)gegevens.
De term komt uit het Oudgrieks thèsauros (θησαυρός) en werd in het Latijn overgenomen als thesaurus (meervoud thesauri) en betekent schatkamer, het weggelegde. Het werd aanvankelijk in de taalkunde opgesteld als een logisch-systematisch en ook alfabetisch, maar niet verklarend woordenboek: de begrippen van een taal werden gecategoriseerd en vergeleken met verwante begrippen:
- synoniemen
- hyperoniemen: woorden die een ruimer begrip beschrijven
- hyponiemen: woorden die een engere betekenis hebben
- antoniemen: woorden met tegengestelde betekenis, of
- begrippen die aan het lemma verwant zijn, maar een andere nuance uitdrukken, of een overlappende betekenis hebben.

Synoniemenlijst heeft een nauwere betekenis dan thesaurus en overlapt met het lexicon. Soms wordt betekeniswoordenboek gehanteerd als synoniem van thesaurus. De betekenis van een woord is in dit bijzondere geval echter niet gelijk aan de verklaring ervan, maar vloeit voort uit de situering van dit woord binnen het geheel.
De aanduiding thesaurus wordt ook gebruikt voor een naslagwerk met geselecteerde woorden of concepten, zoals een gespecialiseerd vocabularium binnen een bepaald interesse- of vakgebied als geneeskunde of muziek.
Met behulp van een thesaurus kan onder meer de catalogus van een bibliotheek beter toegankelijk gemaakt worden dan door middel van een ordening, die uiteindelijk willekeurig is. Zo is men niet meer strikt gebonden aan de terminologie - en de taal - van een boek of andere informatiedrager. Per publicatie of informatie-item kan men meerdere descriptoren (thesaurustermen) toekennen. Een itemsgewijze beschrijving wordt zodoende versterkt door een systematische ontsluiting. Er bestaan thesauri voor vele wetenschappelijke disciplines. Zo bestaan voor de beschrijving en ontsluiting van erfgoed bijvoorbeeld de Art and Architecture Thesaurus en de erfgoedthesaurus van de Rijksdienst voor het Cultureel Erfgoed. Beide richten zich vooral op materiële cultuur en objecten. Voor het beschrijven van de iconografie van beeldende kunst is er Iconclass, een meertalig classificatiesysteem. 
Taxonomieën zijn aan thesauri verwant. De benaming thesaurus wordt ook gebruikt in de taalkunde voor de grote gegevensbestanden met de woordenschat van het Latijn, de Thesaurus Linguae Latinae te München en die van het Grieks, de Thesaurus Linguae Graecae van de Universiteit van Californië. Het is dan de schatkamer van oorspronkelijke teksten, waarop men zich baseert om de dode taal (Latijn of Grieks) te reconstrueren.
Thesauri treft men in papieren vorm (boek) aan, maar ook als elektronisch medium. Een juiste vakterm kan ook worden gezocht, als het internet wordt uitgesloten, door het raadplegen van een beeldwoordenboek.